# Anhimella quadristigma
Anhimella quadristigma är en fjärilsart som beskrevs av Smith 1900. Anhimella quadristigma ingår i släktet Anhimella och familjen nattflyn. Inga underarter finns listade i Catalogue of Life.